# シドニー・リンガー
シドニー・リンガー（Sydney Ringer、1835年 - 1910年10月14日）はイギリスの薬理学者および医者である。輸液の一種であるリンゲル液（リンガー液）を開発したことで知られる。

## 生涯
イングランドのノーフォーク州ノリッジ生まれ。兄のジョンと弟のフレデリックは貿易商となり、ジョンは上海へ、そしてフレデリックは長崎へ渡ってトーマス・グラバーと共に日本の近代化に貢献した。
ユニヴァーシティ・カレッジ・ロンドンで医学を勉強し、1863年から1900年まで母校の付属病院の外科医師として勤務した。1882年に最初の生理食塩水であるリンガー液を作った。彼は各種塩類の組織、特にそれが心筋に与える作用を調査して、カルシウム、マグネシウムなどのイオンが適当な比率で含まれている液は組織を活発にしてくれる限り血液の代用として役に立つことを発見した。また、アルカロイドを研究して心筋麻酔剤の直接作用を初めて発見した。
1885年に王立協会のフェローとなり、1887年から1900年までユニヴァーシティ・カレッジ・ロンドンで臨床医学の教授を務めた。著書に『治療学ハンドブック』などがある。
晩年はヨークシャーで過ごし、1910年に脳卒中のためラスティンガムで死去した。